# Министерство иностранных дел Бельгии
Министерство иностранных дел Бельгии или Федеральная государственная служба иностранных дел Бельгии было создано Королевским приказом от 8 марта 2002 года в рамках реализации планов первого правительства Верхофстадт по модернизации федеральной администрации. Первое министерство иностранных дел было создано 25 февраля 1831 года во время бельгийской революции.
ФГС иностранных дел отвечает за внешнюю политику и дипломатию Бельгии, в том числе и европейское сотрудничество и развитие сотрудничества. Оно поддерживает около 130 посольств, консульств и других дипломатических миссий. На 1 ноября 2003 года, в ФГС иностранных дел занято 3441 человек, включая его работников за границей.

## Министры
После правительственных перестановок, которые произошли после 2007 федеральных выборов, ФГС иностранных дел отвечает за четырех министров:
- Карел де Гюхт, министр иностранных дел
- Дидье Донфут, министр по социальным вопросам и здравоохранению
- Сабин Ларюэль, министр среднего класса и сельского хозяйства
- Марк Вервильгхен, министр экономики, энергетики, внешней торговли и научной политики

## Организации
ФГС иностранных дел, внешней торговли и развития сотрудничества состоит из шести генеральных директоратов:
- Генеральный директорат по двусторонним делам
- Генеральный директорат по консульским вопросам
- Генеральный Директорат по сотрудничеству в целях развития
- Генеральный директорат по европейским делам и координации
- Генеральный директорат по правовым вопросам
- Генерального директорат по многосторонним вопросам и «мундиализации»